# Ameinokles von Korinth
Ameinokles (altgriechisch Ἀμεινοκλῆς) war ein Schiffbaumeister aus Korinth, der Samos um 704 v. Chr. besuchte und für die Samier vier Schiffe baute. Plinius der Ältere schreibt, dass Thukydides Ameinokles als Erfinder der Triere erwähnt, was aber ein Irrtum ist. Thukydides sagt nämlich nur, dass die Trieren zuerst von Korinth in Griechenland gebaut wurden, ohne dass er diese Erfindung Ameinokles zuschreibt. Laut Synkellos hingegen wurden die Trieren erstmals in Athen gebaut, und zwar von Ameinokles.